# NGC 2545
NGC 2545 ist eine Balken-Spiralgalaxie vom Hubble-Typ SBab im Sternbild Krebs auf der Ekliptik. Sie ist schätzungsweise 148 Millionen Lichtjahre von der Milchstraße entfernt.
Das Objekt wurde am 11. Januar 1787 vom deutsch-britischen Astronomen Wilhelm Herschel entdeckt.

## NGC 2545-Gruppe (LGG 156)
| Galaxie   | Alternativname | Entfernung/Mio. Lj |
| --------- | -------------- | ------------------ |
| NGC 2545  | PGC 23086      | 148                |
| NGC 2565  | PGC 23362      | 157                |
| PGC 23232 | UGC 4308       | 156                |
| PGC 23309 | CGCG 119-44    | 153                |
| PGC 23357 | CGCG 119-56    | 151                |